# 2061年宇宙の旅
『2061年宇宙の旅』（にせんろくじゅういちねんうちゅうのたび、原題 2061: Odyssey Three）は、アーサー・C・クラーク作のSF小説。1987年刊。『2001年宇宙の旅』、『2010年宇宙の旅』の続編に当たる。
クラークは本作の執筆について、当初はガリレオ探査機による木星系の観測結果を待つつもりだったが、チャレンジャー号爆発事故により計画の大幅な遅延が明らかになったために「待たない事に決めた」と前書きで語っている。また、あとがきではKaypro 2000を使用して執筆したとある。

## あらすじ
2061年、100歳を超えながらも宇宙医学と冷凍睡眠の若化効果で矍鑠としていたヘイウッド・フロイド博士は、最新のミューオン駆動を備えた旅客宇宙船ユニバース号によるハレー彗星観光ツアーに招待される。
一方、博士の孫クリスの搭乗する姉妹船ギャラクシー号は木星軌道にいたが、テロリストによりハイジャックされ、着陸を禁じられているエウロパへと降下してしまう。そこで彼らは驚愕の光景を目にする。
フロイド博士を乗せたユニバース号は、ハレー彗星から燃料となる「水」を補給し、ギャラクシー号を救うため一路エウロパへと向かうのであった。

## 設定
超巨大ダイヤモンド
木星では常に生み出される炭素化合物が核へと沈降し、超高圧、高温下で炭素純結晶、つまり巨大なダイヤモンドと化している。これが『2010年宇宙の旅』におけるルシファー化で一部が軌道上に飛び出し、そのうちの一個がエウロパの海に降下した。劇中で、フロイド博士の孫とパートナーが降り立つシーンが見られる。見た目は氷山のようであったが、実際にはダイヤモンドの島だった。相当に巨大で、破片を手にしたパートナー曰く"世界一鋭いナイフ"。後の描写から、このダイヤ氷山は水没したと見られる。
エウロパ
ルシファー化した木星により氷河が溶け、いたるところで海が出現している。巨大モノリスの一体が横たわり、そのそばでエウロパの生物が上陸してきている。モノリスはルシファーの強力な太陽光線を防ぎ、生物の進化を助けているようにも見える。内部ではデイヴィッド・ボーマンとHAL 9000がシミュレートされており、様々な情報収集に当たっている。それまでは、エウロパに接近するものは、小型探査機も含めてすべて撃ち落されていたのだが、ギャラクシー号が無事に着陸できた理由は不明である。
イオ
ルシファーにより火山活動が刺激され、"硫黄の地獄"と化している。
ミューオン駆動
最新式の宇宙船推進技術。『2010年～』に登場した「サハロフ駆動」を改良したもの。